# Бурунди
Бурунди, официално Република Бурунди (на френски: République du Burundi, на рунди: Republika y'Uburundi) е малка държава в Централна Африка. Граничи с Руанда на север, Демократична република Конго на запад и Танзания на югоизток. Страната няма излаз на море, но югозападната част на Бурунди граничи с езерото Танганика.
Племената туа, тутси и хуту са заселявали територията ѝ до нейното създаване преди повече от пет века. Тази територия била управлявана като кралство от племето тутси, а в началото на 20 век немци и белгийци се заселват по покрайнините на Танганика. Впоследствие Бурунди и Руанда стават европейски колонии, познати като Руанда-Урунди. Социалните различия между племената тутси и хуту водят до всеобщ протест в целия регион, който поставя началото на гражданска война през средата на 20 век. Понастоящем Бурунди е демократична република, начело с президент. Шестдесет и два процента от населението изповядва римокатолицизъм, десет процента ислям, а останалата част има туземски вярвания.
Бурунди е една от десетте най-бедни страни в света. Кобалтът и медта са основните ресурси на държавата. Също така Бурунди изнася кафе и захар.

## История
Първите заселници по територията на Бурунди (членове на племето туа) се появили през 70 000 г. пр. Хр. След 5000 години по тези места започва да живее друга етническа група, хуту, впоследствие превърнала се в най-голямото племе по териториите на Бурунди и Руанда. Това племе основава редица малки кралства до 15 век, когато се появяват членовете на друго племе – тутси. Заселването на тутси води до образуване на „Кралство Бурунди“ и значителното ѝ разширяване през 17 век. Племето господства над земите на Бурунди до края на 19 век.
През 1899 г. Бурунди е колонизирана от Германия и включена в състава на Германска Източна Африка.
През 1916 г., по време на Първата световна война страната е завзета от белгийски войски. През 1923 година, с решение на Обществото на народите, Бурунди и съседната ѝ Руанда стават белгийски подмандатни територии под името Руанда-Урунди. След края на Втората световна война се потвърждава статута на Руанда-Урунди като подопечна територия на Белгия.
На 27 юни 1962 година ООН отменя белгийската опека над територията Руанда-Урунди. На 1 юли 1962 г. Бурунди е провъзгласена за независима държава – конституционна монархия. Четири години по-късно страната е обявена за република. През 1993 г. се провеждат първите демократични избори, спечелени от Мелхиор Ндадайе (водач на Хуту). След 1993 г. Бурунди е разтърсвана от междуплеменен конфликт, прераснал и във войни между местните племена тутси и хуту. Над 300 000 са жертвите на този конфликт само за същата година. На 26 август 2005 г. за президент на страната е избран Пиер Нкурунзиза, който също произхожда от хуту.

## Държавно устройство
Бурунди е президентска република, базирана на представителната демокрация и многопартийната система. Президентът е държавен глава.
Президент на Бурунди се избира пряко от народа и има петгодишен мандат. Настоящ президент е Пиер Нкурунзиза. Понастоящем вицепрезидентите са Йвес Сахингуву и Габриел Нтисезерана.
Законодателната власт е в ръцете на парламента, който е двукамарен и има петгодишен мандат. На 13 март 1992 г. водачът на Тутси, Пиер Буйоя установява конституция, която постановява многопартийна система. В страната към момента има 21 регистрирани партии. На 6 юни 1998 г. конституцията е променена като от един вицепрезидентите стават двама.
Множество проучвания сочат Бурунди като една от най-корумпираните страни в света.

## Административно деление
Най-голямата административна единица на Бурунди са провинциите. Страната се разделя на 18 провинции, 119 общини и 2638 „подобщини“. От 2000 г. провинцията Бужумбура е разделена на две – Бужумбура Мери и Бужумбура Рурал.
Провинциите са следните:
- Бубанза
- Бужумбура Мери
- Бужумбура Рурал
- Бурури
- Гитега
- Канкузо
- Кибитоке
- Карузи
- Каянза
- Кирундо
- Макамба
- Мурамвия
- Муйинга
- Мваро
- Нгози
- Румонге
- Рутана
- Руйиги

## География
Бурунди е най-малката страна в Африка. Тя е далеч от големи източници на вода освен югозападното езерото Танганика и има екваториален климат. Намираща се в Централна Африка, държавата лежи на плато. Средната надморска височина на централното плато е 1700 m и по-ниска височина по границите. Най-високият връх, Каронже, е висок 2685 m и се намира на юг от столицата, Гитега.
В страната голяма част от земята е използвана за земеделие или паша, за чието създаване води до унищожаване на гори, почвена ерозия и загуба на обитаема за животните зона, поради селското население. Отново поради голямото население унищожаването на горите в страната е почти абсолютно и изцяло. Оставащите 600 km² продължават да бъдат унищожавани със скорост от 9% годишно.
Бурунди има два национални парка: Национален парк Кибира на северозапад (малък район от тропически гори, близък до Горски национален парк Нйунгле в Руанда) и Национален парк Рурубу на североизток (следващ реката Рурубу, позната и като Рувубу или Рувуву). И двата парка са открити през 1982, за да предпазят дивия живот.

## Икономика
Бурунди е изостанала аграрна страна. Над 90 % от трудоспособното население са заети в примитивно селско стопанство. Главни селскостопански култури – кафе „Арабика“, памук, маниока, банани, царевица, фъстъци, тютюн, чай и др. Животновъдство – едър рогат добитък, овце и кози. Промишлеността практически не е развита. Природните ресурси са слабо изследвани. Има малък добив на олово, тантал, злато. Малки предприятия за преработка на селскостопанска продукция, а също циментов, тухлен и дървопреработвателен завод.

## Население
От 2008 г. населението на Бурунди е преброено като 8 691 005 души. При това число трябва да се вземе предвид ефекта на СПИН, който нанася голяма вреда на населението. Близо 6% от населението е болно от тази болест. Около 500 000 души са изселени поради това.
46% от населението са на възраст под 15, а средната възраст е 16,7 години. Детската смъртност се числи на 62 от 1000 родени (2007). Средната продължителност на живота е 51,3 години. Раждаемостта през 2007 г. е 6,48 деца/жена.
Много от населението също е мигрирало в съседните страни по време на гражданската война. През 2006 г. в Съединените щати се заселват приблизително 10 000 бежанци. Повечето от бурундийците живеят в селски райони, а само около 6% от населението живее в градове.
Грубо 85% от хората в страната са от етническата група хуту, 15% от останалото население са тутси. Гъстотата на населението е около 315 души/km² и е от най-високите в Южна Африка (Африка на юг от Сахара). Най-разпространената религия е католицизъм (62%), следвана от туземски вярвания (23%) и малките групи протестанти (5%) и мюсюлмани (10%). Скорошни преброявания сочат, че около 90% от населението е християнско, а останалото в по-голямата си част – мюсюлмани.

## Други
- Комуникации в Бурунди
- Транспорт в Бурунди
- Армия на Бурунди
- Външна политика на Бурунди